# Slice the Cake
Slice the Cake ist ein 2009 gegründetes multinationales Metal-Projekt der Musiker Jonas Johansson, Gareth Mason und Jack ‚Magero‛ Richardson.

## Geschichte
Ins Leben gerufen wurde das Musikprojekt Slice the Cake im Jahr 2009 als Internet-Band durch den Sänger Gareth Mason, dem Gitarristen/Schlagzeuger Jonas Johansson und dem Bassisten Jack ‚Magero‛ Richardson. Die Musiker stammen aus dem Vereinigten Königreich, Schweden und Australien.
Bei Live-Auftritten wurden die Musiker von verschiedenen Sessionmusikern unterstützt. Mit Cleansed erschien im Jahr 2010 die erste Veröffentlichung in Form einer EP, die aus eigener Tasche finanziert wurde. Im März des Jahres 2012 erschien das Debütalbum The Man with No Face, ebenfalls in Eigenregie aufgenommen. Es folgte noch im selben Jahr die Unterschrift bei Myriad Records, worüber noch Ende des Jahres 2012 das zweite Album Other Slices veröffentlicht wurde. Nach einem Wechsel zu Subliminal Groove Records im Jahr 2014, sollte ursprünglich das dritte Album Odyssey to the West im selben Jahr erscheinen. Dieses erschien allerdings erst im Jahr 2016, nachdem Jack Richardson aus dem Projekt ausgestiegen war. Ursprünglich sollte das Album nicht mehr durch das Projekt veröffentlicht werden. Mason und Johansson gaben die bisher unveröffentlichte Version des Albums heraus, was zu internen Spannungen zwischen den Musikern führte, da sie das Album ohne Rücksprache mit Jack Richardson auf dem Markt gebracht haben. Nach dem Vorfall wurde das Projekt aufgelöst.

## Diskografie
- 2010: Cleansed (EP, Eigenproduktion)
- 2012: The Man with No Face (Album, Eigenproduktion)
- 2012: Other Slices (Album, Myriad Records)
- 2016: Odyssey to the West (Album, Eigenproduktion)